# Ken Leung
Ken Leung (Nueva York, 21 de enero de 1970) es un actor estadounidense.
Sus papeles más memorables son probablemente en las películas Rush Hour, Red Dragon (junto con Anthony Hopkins) y Saw (2004), pero sobre todo por interpretar a Miles Straume en la serie de televisión Lost. También participó en la película de Brett Ratner X-Men: The Last Stand, como Quill / Púa, uno de los malvados mutantes en la cofradía de Magneto.

## Filmografía

### Cine
| Año  | Título                               | Personaje               | Notas |
| ---- | ------------------------------------ | ----------------------- | --- |
| 1995 | Pictures of Baby Jane Doe            | Shopkeeper              | |
| 1995 | Welcome to the Dollhouse             | Barry                   | |
| 1997 | Red Corner                           | Peng                    | |
| 1997 | Kundun                               |                         | Voz |
| 1998 | Fly                                  | Jeremy Kim              | |
| 1998 | Rush Hour                            | Sang                    | |
| 1999 | Man of the Century                   | Mike Ramsey             | |
| 2000 | Keeping the Faith                    | Don                     | |
| 2000 | Maze                                 | Dr. Mikao               | |
| 2000 | The Family Man                       | Sam Wong the Deli Clerk | |
| 2001 | A.I. Inteligencia Artificial         | Syatyoo-Sama            | |
| 2001 | Home Sweet Hoboken                   |                         | |
| 2001 | Spy Game                             | Li                      | |
| 2001 | Vanilla Sky                          | Art Editor              | |
| 2002 | Face                                 | Willie                  | |
| 2002 | Red Dragon                           | Lloyd Bowman            | |
| 2004 | Saw                                  | Detective Steven Sing   | |
| 2005 | The Squid and the Whale              | School Therapist        | |
| 2006 | Inside Man                           | Wing                    | |
| 2006 | X-Men: The Last Stand                | Kid Omega               | |
| 2006 | Saw III                              | Detective Steven Sing   | Archive footage |
| 2007 | Year of the Fish                     | Johnny                  | |
| 2007 | Shanghái Kiss                        | Liam Liu                | Received a Special Mention at the San Francisco International Asian American Film Festival for his breakthrough performance. |
| 2007 | Falling for Grace                    | Ming                    | |
| 2008 | Saw V                                | Detective Steven Sing   | Cameo |
| 2009 | Works of Art                         | John Kim                | |
| 2015 | Star Wars: El despertar de la Fuerza | Admiral Statura         | |
| 2021 | Old                                  | Jarin Carmichael        | |
| 2023 | Missing                              | Kevin Lin               | |

### Televisión
| Año       | Título                     | Personaje                       | Notas                                                                        |
| --------- | -------------------------- | ------------------------------- | ---------------------------------------------------------------------------- |
| 1995—2002 | Law & Order                | Chung; Tommy Wong; Stephen Wong | 4 Episodios                                                                  |
| 1997      | New York Undercover        | David Kwan                      | Episodio: "Vendetta"                                                         |
| 2000      | Wonderland                 |                                 | Episodio: "Spell Check"                                                      |
| 2000      | Deadline                   | Fung                            | Episodio: "Pilot"                                                            |
| 2001      | Oz                         | Bian Yixue                      | Episodio: "Conversions"                                                      |
| 2004      | The Jury                   | Ken Arata                       | Episodio: "Memories"                                                         |
| 2004      | Whoopi                     | Terrence                        | Episodio: "Identity Crisis"                                                  |
| 2004      | Strip Search               | Liu Tsung-Yuan                  | Película de televisión                                                       |
| 2004      | Sucker Free City           | Lincoln Ma                      |                                                                              |
| 2005      | Hate                       | Mo                              |                                                                              |
| 2007      | The Sopranos               | Carter Chong                    | Episodio: "Remember When"                                                    |
| 2008–2010 | Lost                       | Miles Straume                   | Regular de serie; 45 Episodios                                               |
| 2011      | The Good Wife              | Shen Yuan                       | Episodio: "Great Firewall"                                                   |
| 2012–2013 | Person of Interest         | Leon Tao                        | Episodios: "The Contingency", "Critical", "Relevance", "All In"              |
| 2013      | Zero Hour                  | Padre Reggie                    | 8 Episodios                                                                  |
| 2013      | Deception                  | Donald Cheng                    | Episodios: "Nothing's Free, Little Girl", "A Drop of Blood and a Microscope" |
| 2014–2016 | The Night Shift            | Topher Zia                      | Principal, (T 1–3), 35 Episodios                                             |
| 2017      | Inhumans                   | Karnak                          |                                                                              |
| 2019      | High Maintenance           | Gene                            | Episodio: "Fingerbutt"                                                       |
| 2019      | The Blacklist              | Michael Sima                    | 6 Episodios                                                                  |
| 2020      | Industry                   | Eric Tao                        | 8 Episodios                                                                  |
| 2022      | Pantheon                   | Bai Fu                          | 2 Episodios, papel de voz                                                    |
| 2023      | Velma                      | Darren                          | 4 Episodios, papel de voz                                                    |
| 2023      | Missing                    | Kevin                           | 1 Episodio                                                                   |
| 2024      | Avatar: The Last Airbender | Almirante Zhao                  | Personaje recurrente 10 Episodios, serie de TV Netflix                       |